# Macroderes undulatus
Macroderes undulatus är en skalbaggsart som beskrevs av Preudhomme de Borre 1880. Macroderes undulatus ingår i släktet Macroderes och familjen bladhorningar. Inga underarter finns listade i Catalogue of Life.